# Riedones
Los riedones (en latín, Riedones, Redones, Rhedones) fueron un pueblo galo de la Lugdunense mencionado por Ptolomeo, quien dice que vivían al oeste de los senones en la ribera del Líger y su capital era Condate (Rennes). Plinio el Viejo los sitúa en la Lugdunense entre los diablintes y los túronos. Después de la batalla del Sabe (57 a. C.) César envió a su legado P. Licinio Craso con una legión al país de los vénetos, redones y otros entre el Sécuana y el Líger, y todos se sometieron. César los menciona entre los pueblos marítimos con el territorio en la costa del Océano (estados de Armórica). En el año 52 a. C. los redones enviaron un contingente a Alesia.